# Pampero (vela)
La clase nacional pampero es una clase de veleros ligeros argentina. El Pampero posee una vela mayor y un foque como vela de proa, con la configuración de aparejo Marconi.

## Historia
La Clase Nacional Pampero se originó a partir de los veleros construidos en Astilleros Neptuno S.C.A. (en su planta inicial de Munro, Pcia. Bs. As., Argentina), bajo la marca Bordiga. Diseñado por A. L. Carlos Bordiga, basándose en un velero francés. A fines de los años 1970 se incorpora a un programa del Servicio Náutico Deportivo de la Armada Argentina, bajo el lema "El Mar nos Une", Encabezado por el Capitán de Navío de Infantería de Marina Alberto Somoza, los suboficiales Muñoz y Cherni y Los Cabos Portella y Sella y el Dragoneante de Infantería de Marina Roberto Mendoza, instructores todos ellos, recorrieron el país repartiendo veleros a las escuelas y realizando una serie de Cursos de Iniciación a la Vela en todo el territorio argentino  entregando estas embarcaciones en comodato, el que se transformó en donación luego de 1983.
En 1986, en la Provincia de Tucumán, se fundó la Asociación Argentina Clase Nacional Pampero, desde el Tucumán Yacht Club, con el objetivo de lograr una Institución que nucleara formalmente a todos los Pamperistas y organizar anualmente un Campeonato Argentino de la Clase, regata que se disputa anualmente desde 1986 en diferentes provincias de la Argentina.
En la actualidad, varios astilleros como Cuerdo, MDQ y Lanfranco Barcos están volviendo a construir Pamperos, mientras que el fabricante original Astilleros Neptuno S.C.A (marca Bordiga) se dedicó a otros rubros.